# Jan Bečka
Jan Bečka (28. února 1889 Praha – 25. února 1942 Koncentrační tábor Mauthausen) byl český biochemik, pedagog a rektor Vysoké školy veterinární v Brně, protinacistický odbojář a oběť nacismu.

## Život
Jan Bečka se narodil 28. února 1889 v Praze v rodině gymnazijního profesora Karla Bečky a Marie, rozené Hollmannové. Vystudoval Druhé c. k. Vyšší gymnasium české v pražské Truhlářské ulici. V roce 1912 odpromoval Filosofické fakultě Univerzity Karlovy a v roce 1918 na Lékařské fakultě téže univerzity. Stal se jedním ze spoluzakladatelů Vysoké školy zvěrolékařské v Brně, od roku 1919 působil na jejím Ústavu lékařské chemie. Na škole zastával funkci přednosty, mimořádného profesora a od roku 1926 profesora řádného. Mezi lety 1927 a 1929 působil jako její rektor. Publikoval řadu studií na téma lékařské chemie a biochemie. Je autorem publikace Zvěrolékařský rádce určené pro chovatele domácích a užitkových zvířat. Působil též jako stálý soudní znalec v oboru chemie u moravsko-slezského vrchního zemského soudu v Brně. Byl členem četných domácích i zahraničních vědeckých spolků. Objevil desinfekční látku Polysan.

### Protinacistický odboj
Po německé okupaci v březnu 1939 vstoupil Jan Bečka do protinacistického odboje ve skupině brněnských vysokoškolských pedagogů. Za svou činnost byl 24. listopadu 1941 zatčen gestapem, vězněn v Kounicových kolejích a poté v koncentračním táboře Mauthausen. Zde 25. února 1942 za neznámých okolností zahynul.

## Posmrtná ocenění
- Janu Bečkovi byl v roce 1950 Vysokou školou veterinární v Brně in memoriam udělen čestný doktorát